# Liste der denkmalgeschützten Objekte in Hirschbach (Niederösterreich)
Die Liste der denkmalgeschützten Objekte in Hirschbach enthält die 7 denkmalgeschützten, unbeweglichen Objekte der Gemeinde Hirschbach.

## Denkmäler
| Foto |                 | Denkmal                                                                | Standort                                   | Beschreibung | Metadaten |
| ---- | --------------- | ---------------------------------------------------------------------- | ------------------------------------------ | --- | --- |
| ja   | Datei hochladen | Figurenbildstock hl. Johannes Nepomuk HERIS-ID: 29353 Objekt-ID: 25996 | Kirchberger Straße Standort KG: Hirschbach | Die Steinfigur stammt aus dem 18. Jahrhundert. | BDA-Hist.: Q37926058 Status: § 2a Stand der BDA-Liste: 2025-06-30 Name: Figurenbildstock hl. Johannes Nepomuk GstNr.: 216 Johannes Nepomuk, Hirschbach NÖ   |
| ja   | Datei hochladen | Pfarrhof HERIS-ID: 29342 Objekt-ID: 25985                              | Marktplatz 20 Standort KG: Hirschbach      | Der barocke Pfarrhof wurde 1741 erbaut. | BDA-Hist.: Q37925972 Status: § 2a Stand der BDA-Liste: 2025-06-30 Name: Pfarrhof GstNr.: 234 Pfarrhof Hirschbach, Lower Austria                             |
| ja   | Datei hochladen | Kath. Pfarrkirche Kreuzerhöhung HERIS-ID: 29341 Objekt-ID: 25984       | bei Schloßhof 115 Standort KG: Hirschbach  | Die urkundlich erstmals 1332 erwähnte Renaissance-Saalkirche wurde im 16. Jahrhundert als evangelische Schlosskirche ausgebaut, im ersten Viertel des 18. Jahrhunderts barockisiert und 1836 Richtung Osten erweitert. Das Altarblatt am Hochaltar stammt von Martin Johann Schmidt. | BDA-Hist.: Q37925955 Status: § 2a Stand der BDA-Liste: 2025-06-30 Name: Kath. Pfarrkirche Kreuzerhöhung GstNr.: 1 Pfarrkirche Zur Kreuzerhöhung, Hirschbach |
| ja   | Datei hochladen | Pietà-Säule HERIS-ID: 29347 Objekt-ID: 25990                           | Marktplatz 58, bei Standort KG: Hirschbach | Die Pietà-Säule stammt aus dem Jahr 1704. | BDA-Hist.: Q37926003 Status: § 2a Stand der BDA-Liste: 2025-06-30 Name: Pietà-Säule GstNr.: 126                                                             |
| ja   | Datei hochladen | Pranger HERIS-ID: 29350 Objekt-ID: 25993                               | Standort KG: Hirschbach                    | Der Pranger ist mit der Jahreszahl 1862 bezeichnet. | BDA-Hist.: Q37926031 Status: § 2a Stand der BDA-Liste: 2025-06-30 Name: Pranger GstNr.: 10 Pranger, Hirschbach                                              |
| ja   | Datei hochladen | Figurenbildstock hl. Florian HERIS-ID: 29354 Objekt-ID: 25997          | Standort KG: Hirschbach                    | Die Steinfigur stammt aus dem 18. Jahrhundert. | BDA-Hist.: Q37926074 Status: § 2a Stand der BDA-Liste: 2025-06-30 Name: Figurenbildstock hl. Florian GstNr.: 323                                            |
| ja   | Datei hochladen | Gnadenstuhl HERIS-ID: 29363 Objekt-ID: 26006                           | Standort KG: Hirschbach                    | Die Bildsäule mit Gnadenstuhl stammt aus dem Jahr 1884. | BDA-Hist.: Q37926153 Status: § 2a Stand der BDA-Liste: 2025-06-30 Name: Gnadenstuhl GstNr.: 266 Gnadenstuhl, Hirschbach                                     |